# Franz-Ludwig-Gymnasium Bamberg
Das staatliche Franz-Ludwig-Gymnasium Bamberg (FLG), ehemals Neues Gymnasium Bamberg (NG), ist ein sprachliches und humanistisches Gymnasium in Bamberg, Oberfranken. Es ist benannt nach dem Fürstbischof Franz Ludwig von Erthal, der sich im 18. Jahrhundert als Bildungs- und Sozialreformer auszeichnete.

## Geschichte

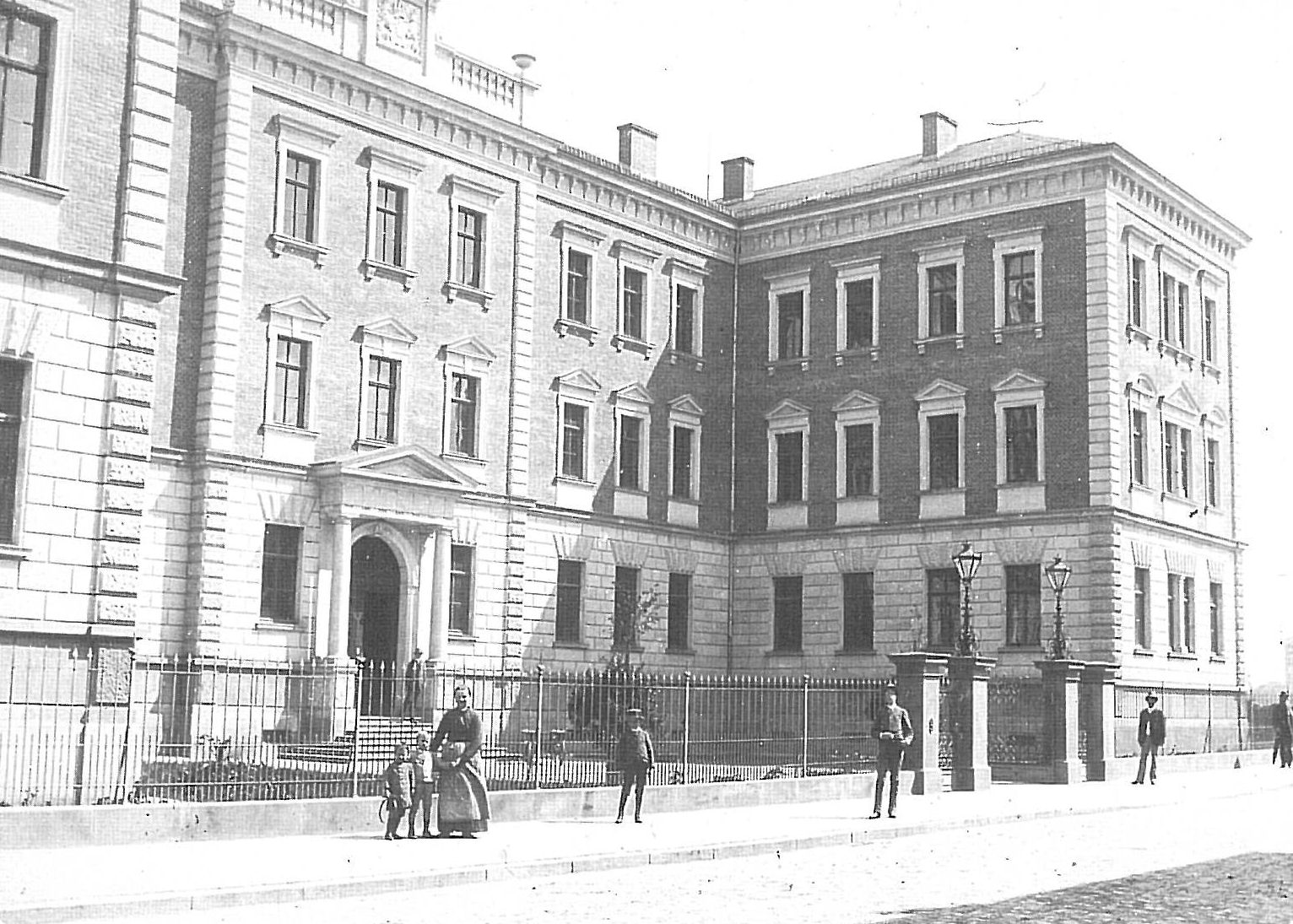
Neues Gymnasium, 1891

Am 1. Oktober 1890 wurde die Schule als zweites Bamberger Gymnasium unter dem Namen Neues Gymnasium eröffnet. Während das Alte Gymnasium nur für katholische Jungen zugänglich blieb, wurde mit Verfügung des Kultusministeriums das Neue Gymnasium auch für Mädchen sowie evangelische und jüdische Schüler geöffnet.
1938, als die Nationalsozialisten die Gymnasien in „Deutsche Oberschulen“ umwandelten, konnte die Schule als einziges Gymnasium in Oberfranken die Tradition des Humanistischen Gymnasiums mit den Fächern Griechisch und Latein weiterführen, so dass nach 1945 keine grundsätzliche Änderung nötig war.
Nach Fertigstellung des Neubaus zwischen Haupt- und Rückgebäude 1963 führte die Schule neben dem humanistischen auch einen neusprachlichen Zweig mit der Sprachenfolge Latein, Englisch, Französisch ein.
1965 erhielt die Schule den Namen Franz-Ludwig-Gymnasium nach dem vorletzten Bamberger Fürstbischof Franz Ludwig von Erthal (1730–1795), der sich als Sozialreformer und Förderer von Schule und Wissenschaft besondere Verdienste erworben hat.
Mit Beginn des Schuljahres 1974 wurde das Kollegstufenmodell in der 11. Jahrgangsstufe eingeführt.
Februar 1979 wurde an der Schule ein pädagogisches Seminar für die Fächer Deutsch, Geschichte und Sozialkunde eingerichtet. Später kamen die Fächer katholische Religionslehre, Englisch, Mathematik, Physik und zuletzt Geografie hinzu. Die Lehrerausbildung in katholischer Religionslehre wurde mittlerweile am Franz-Ludwig-Gymnasium wieder eingestellt.
1998 richtete die Schule einen neuen Zweig mit Englisch als erster Fremdsprache ein. Die beiden anderen Zweige blieben bestehen. Die Schülerzahl stieg in den folgenden Jahren an.
2005 wurde der Neubau an der Luisenstraße eingeweiht.
Nach dem Abriss des alten Zwischenbaus begann 2007 der Neubau einer Zweifach-Turnhalle, die im Oktober 2008 fertiggestellt wurde.
Neben dem Sprachunterricht in Latein, Englisch, Französisch, Altgriechisch und Spanisch gab es auch schon Wahlunterricht in Russisch, Italienisch und Chinesisch.

## Lage

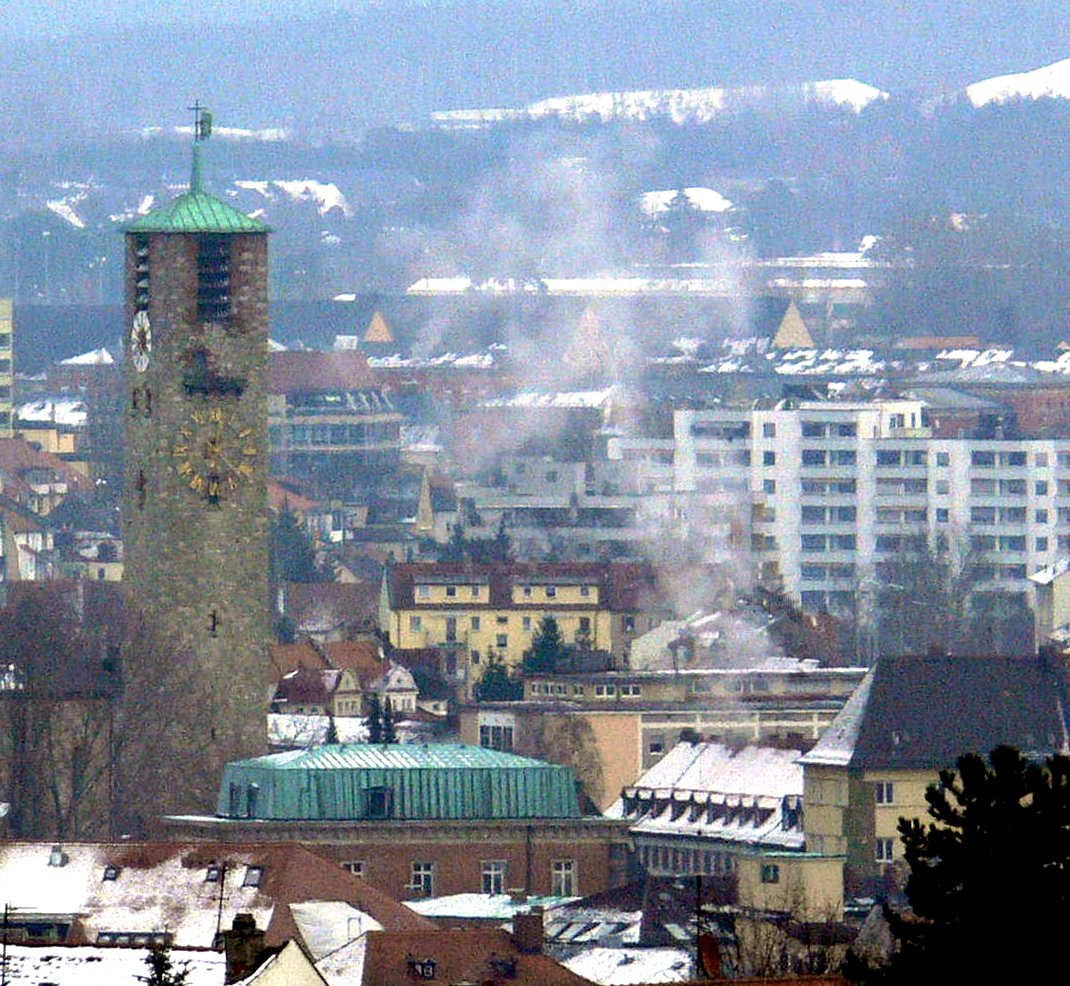
Blick auf das Dach des Franz-Ludwig-Gymnasiums und den Turm der Erlöserkirche am gegenüberliegenden Ufer des Main-Donau-Kanals

Das Franz-Ludwig-Gymnasium liegt in der Bamberger Innenstadt zwischen Zentralem Omnibusbahnhof und Gericht, direkt am Main-Donau-Kanal (Heinrichsdamm).

## Trivia
Bis zur Schließung des Erzbischöflichen Knabenseminars Ottonianum im Jahr 1999 war das Franz-Ludwig-Gymnasium die Schule der „Ottonianer“.
Ebenfalls bis 1999 waren seit Gründung des Gymnasiums alle Schulleiter Altphilologen (zuletzt Alfons Neudecker).

## Persönlichkeiten

### Schulleiter
- 1890–1907: Andreas Schmitt[3]
- 1907–1923: Eugen Brand[3]
- 1923–1930: Heinrich Januel[3]
- 1930–1940: Wilhelm Schäfer[3]
- 1940–1945: Julius Andreae[3]
- 1945–1948: Wilhelm Schäfer[3]
- 1948–1951: Valentin Wiesner (zugleich Absolvent des Gymnasiums)[3]
- 1951–1959: Karl Full[3]
- 1959–1967: Eugen Liesering[3]
- 1967–1982: Anton Fichtl[3]
- 1982–1994: Franz Bauer[3]
- 1994–1999: Alfons Neudecker (zugleich Absolvent des Gymnasiums)[3]
- 1999–2008: Hans Göldel[3]
- 2008–2012: Heinz Pfuhlmann[3]
- 2012–2017: Martin Rohde
- 2017–2022: Rainer Herzing
- Seit 2022: Saskia Hofmeister

### Lehrer
- Gotthold Sabel (1852–1909), kgl. bayerischer Kirchenrat und Heraldiker
- Adolf Eckstein (1857–1935), Stadtrabbiner von Bamberg, seit der Gründung 1890 verantwortlich für den israelitischen Religionsunterricht
- Adam Senger (1860–1935), Weihbischof im Erzbistum Bamberg
- Sebastian Schlittenbauer (1874–1936), Politiker (BVP), von 1911 bis 1913 Lehrer für die philologisch-historischen Fächer
- Joseph Otto Kolb (1881–1955), Erzbischof von Bamberg (zugleich Absolvent des Gymnasiums)
- Peter Schneider (1882–1958), fränkischer Heimatforscher und Lehrer für Alte Sprachen, Germanistik, Geschichte und Geographie
- Hans Fiedler (1891–1989), Kunsthistoriker
- Gottfried Diener (1907–1987), Altphilologe und Goetheforscher (zugleich Schüler des Gymnasiums)
- Günter Wojaczek (1932–1997), Altphilologe und Fachdidaktiker der Alten Sprachen, war an dieser Schule Fachbetreuer für Alte Sprachen und Kollegstufenbetreuer (zugleich Absolvent des Gymnasiums)
- Hubert Sowa (* 1954), Kunstpädagoge und Kunstdidaktiker; emeritierter Professor für Kunst und ihre Didaktik an der Pädagogischen Hochschule Ludwigsburg
- Ulrike Stadler-Altmann (* 1968), Bildungswissenschaftlerin

### Absolventen
- Joseph Arneth (1873–1955), Mediziner und Träger des Großen Verdienstkreuzes der Bundesrepublik Deutschland
- Georg Schätzel (1875–1934), Jurist, Politiker (BVP) und Reichspostminister der Weimarer Republik
- Karl von Prager (1875–1959), General der Bayerischen Armee und General der Infanterie (Wehrmacht)
- Willy Lessing (1881–1939), Kommerzienrat, Unternehmer und bis zu seinem Tod Vorsitzender der jüdischen Kultusgemeinde in Bamberg
- Lorenz Krapp (1882–1947), Jurist, Dichter und Politiker (BVP, CSU)
- Alfred Wäger (1883–1956), Offizier der Bayerischen Armee, Stabsoffizier der Reichswehr und General der Infanterie (Wehrmacht)
- Euchar Albrecht Schmid (1884–1951), Jurist, Schriftsteller, Verleger und Mitbegründer und Geschäftsführer des Karl-May-Verlags
- Georg Meixner (1887–1960), Geistlicher und Politiker
- Pater Petrus Mangold (1889–1942), Franziskaner
- Karl Heinrich Bauer (1890–1978), Mediziner
- Rudolf Berthold (1891–1920), Jagdflieger im Ersten Weltkrieg und Führer eines Freikorps
- Friedrich Heilingbrunner (1891–1977), Offizier der Bayerischen Armee, Freikorpskämpfer, Stabsoffizier der Reichswehr und General der Flakartillerie (Wehrmacht)
- Heinrich Hager (1893–1941), Politiker (NSDAP)
- Georg Kanzler (1894–1975), Pfarrer, Heimatdichter und Träger des Bundesverdienstkreuzes am Bande
- Max Spindler (1894–1986), Historiker
- Josef Müller (1898–1979), Politiker (CSU), ehemaliger Staatsminister und stellvertretender Ministerpräsident
- Hans Höffner (1901–1987), Offizier der Reichswehr, Generalstabsoffizier der Wehrmacht, Kommandeur im Bundesgrenzschutz und General a. D. der Bundeswehr
- Michael Arneth (1905–1995), katholischer Theologe und Hochschullehrer
- Helmuth Zimmerer (1912–1984), Jurist, Volkswirt und Politiker, Oberbürgermeister von Würzburg
- Friedrich Schaller (1920–2018), Zoologe
- Fridolin Dreßler (1921–2013), Bibliothekar, Handschriftenforscher und Landeshistoriker
- Marika Geldmacher-von Mallinckrodt (1923–2016), Chemikerin
- Anton Sterzl (1927–2015), Philosoph, Historiker, Journalist und Autor
- Arno Lubos (1928–2006), Literaturhistoriker, Schriftsteller und Lehrer
- Alois Brem (1930–2016), Geistlicher
- Georg Denzler (* 1930), katholischer Theologe, Professor für Kirchengeschichte
- Theodor Mebs (1930–2017), Ornithologe und Autor
- Reinhold Ortner (1930–2024), Pädagoge
- Berthold Schneider (* 1932), Biometriker und Hochschullehrer
- Wolfgang Rüfner (1933–2025), Rechtswissenschaftler
- Alois Albrecht (1936–2022), Generalvikar des Erzbistums Bamberg
- Hans Bauer (1944–2022), Lehrer und Heimatforscher
- Herbert Lauer (1946–2021), Politiker (parteilos), Oberbürgermeister von Bamberg
- Edgar Krapp (* 1947), Organist und Musikwissenschaftler
- Gerhard C. Krischker (* 1947), Mundartpoet
- Josef Motschmann (1952–2016), Theologe, Pädagoge, Mundartlyriker, Heimatforscher, Hobbyhistoriker, Hobbyschauspieler, Vortragsredner und Autor
- Klaus-Dieter Fritsche (* 1953), Verwaltungsjurist, war als beamteter Staatssekretär von 2014 bis 2018 Beauftragter für die Nachrichtendienste des Bundes
- Georg Kestel (* 1955), Generalvikar im Erzbistum Bamberg
- Albrecht Weiland (* 1955), Verleger und Christlicher Archäologe
- Andreas Starke (* 1956), Politiker (SPD), Oberbürgermeister von Bamberg
- Johann Kalb (* 1960), Politiker (CSU), seit 1. Mai 2014 Landrat des Landkreises Bamberg
- Jürgen Kalb (* 1962), katholischer Theologe, Politiker (BP), Vorsitzender der Bayernpartei (2001–2002)
- Bernhard Schmid (* 1962), Verleger und Geschäftsführer des Karl-May-Verlags
- Klaus Stüwe (* 1966), Politikwissenschaftler
- Micha Hektor Haarkötter (* 1968), Medien- und Kommunikationswissenschaftler
- Thomas Silberhorn (* 1968), Politiker (CSU), MdB, Staatssekretär beim Bundesminister für wirtschaftliche Zusammenarbeit und Entwicklung seit Februar 2014
- Matthias Andreas Fritz (* 1968), Indogermanist
- Rüdiger Feulner (* 1969), katholischer Theologe, Professor für Dogmatik und Diplomat des Vatikans
- Bernhard Huß (* 1969), Romanist
- Heike Eva Schmidt (* 1970er), Schriftstellerin
- Richard Wientzek (* 1970), Maler und Zeichner
- Stefan Schorn (* 1971), Altphilologe
- Andreas Grüner (* 1973), Klassischer Archäologe
- Salvatore Loiero (* 1973), katholischer Theologe
- Dorothee Bär (* 1978), Politikerin (CSU), MdB, Bundesministerin für Forschung, Technologie und Raumfahrt der Bundesrepublik Deutschland im Kabinett Merz seit Mai 2025
- Nora-Eugenie Gomringer (* 1980), Lyrikerin und Leiterin des Internationalen Künstlerhauses Villa Concordia seit April 2010
- Florian Herrnleben (* 1982), Puppenspieler, Kabarettist, Hörspielsprecher

### Schüler
- Viktor Emil von Gebsattel (1883–1976), Humanmediziner, Psychiater, Philosoph und Schriftsteller
- Albrecht Schlee (1910–1990), Politiker (CSU)
- Christian Gnilka (1936–2025), Altphilologe